# 요웨리 무세베니
요웨리 카구타 티부하부르와 무세베니(스와힐리어: Yoweri Kaguta Tibuhaburwa Museveni, 문화어: 요웨리 카구타 무쎄베니, 1944년 9월 15일~)는 우간다의 정치인이자 은퇴한 군 고위 장교로, 우간다의 제9대 대통령이다. 요웨리 무세베니는 1986년 권력을 잡기 전에 우간다의 대통령 밀턴 오보테와 이디 아민을 쓰러뜨린 반란에 연루되었다.
1990년대 중후반에, 무세베니는 아프리카 지도자들의 새로운 세대의 일부로 서방세계에 의해 기념되었다. 무세베니의 대통령직은 콩고 전쟁, 르완다 내전 및 기타 오대호 분쟁, 인도주의적 비상사태를 초래한 주 신의 저항군의 북부 우간다 반란, 헌법 개정, 2005년 대통령 임기 제한 폐지, 2017년 대통령 연령 제한 폐지 등으로 얼룩졌다.
무세베니의 통치는 학자들에 의해 경쟁적 권위주의 또는 비자유주의적 민주주의로 묘사되어 왔다.  언론은 정부의 권한하에 있어왔다. 지난 30년간 실시된 우간다 선거 중 자유롭고 투명한 선거는 단 한 번도 발견되지 않았다. 2021년 1월 16일 선거관리위원회는 무세베니가 58.6%의 득표율을 기록했으며, 400개 이상의 투표소, 100% 투표율, 인권침해 등이 있었음에도 불구하고 당선자로 자신을 지명했다고 밝혔다.

## 어린 시절 및 경력
무세베니는 1944년 9월 15일 목축업자 음지 아모스 카구타 (1916년~2013년)와 에스테리 코쿤데카 은간지 (1918년~2001년) 사이에서 태어났다. 그는 음포로 왕국(현재의 안콜레)의 히마족이다.
줄리어스 니에레레에 따르면 무세베니의 아버지 아모스 카구타는 제2차 세계 대전 당시 왕의 아프리카 소총에 참가한 군인이었다고 한다. 그는 제7대대에 있었다. 그래서 요웨리가 태어났을 때 친척들은 "그의 아버지는 뮤세븐이었다" (7번째 의미) 라고 말하곤 했다. 이것이 그가 무세베니라는 이름을 얻은 방법이다.
그의 가족은 나중에 영국 우간다 보호령으로 은퉁가모로 이주했다. 무세베니는 초등 및 중등 교육을 위해 캬메이트 초등학교, 음바라라 고등학교, 은타레 학교에 다녔다. 그는 또한 탄자니아의 다르에스살람 대학교에서 3차 교육을 받았다. 그는 경제와 정치학을 공부했다. 그 당시 대학은 급진적인 범아프리카주의와 마르크스주의 정치사상의 온상이었다. 대학생 아프리카혁명전선 학생운동가 단체를 결성하고 학생대표단을 이끌고 포르투갈령 모잠비크에 있는 FRELIMO 영토로 가서 군사훈련을 받았다. 좌파 월터 로드니 밑에서 공부한 무세베니는 식민지 이후의 아프리카에 대한 프란츠 파농의 사상의 적용 가능성에 대한 대학 논문을 썼다.

## 대통령직
무세베니는 1월 29일, 우간다 대통령으로 취임하였다. 영국 태생의 대법원장 피터 앨런이 집행한 취임식 후, 무세베니는 "이것은 단순한 정권 교체가 아니라 근본적인 변화입니다"라고 말했다. 우간다 의회 밖 수천 명의 군중에게 연설하며 무세베니는 민주주의의 회복을 약속했다. "아프리카의 국민들, 우간다의 국민들은 민주적인 정부를 가질 권리가 있습니다. 그것은 어떤 정권의 호의가 아닙니다. 주권자는 정부가 아니라 국민이어야 합니다."

## 사생활
무세베니는 성공회 신자이며 우간다의 성공회 신자이다.
그는 자넷 카타하 무세베니와 결혼하여 4명의 자녀를 두고 있다.

## 역대 선거 결과
| 선거명      | 직책명          | 대수 | 정당         | 득표율 | 득표수      | 결과 | 당락 |
| ----------- | --------------- | ---- | ------------ | ------ | ----------- | ---- | ---- |
| 1996년 선거 | 우간다의 대통령 | 9대  | 국가저항운동 | 74.20% | 4,428,119표 | 1위  |      |
| 2001년 선거 | 우간다의 대통령 | 9대  | 국가저항운동 | 69.33% | 5,123,360표 | 1위  |      |
| 2006년 선거 | 우간다의 대통령 | 9대  | 국가저항운동 | 59.26% | 4,109,449표 | 1위  |      |
| 2011년 선거 | 우간다의 대통령 | 9대  | 국가저항운동 | 68.38% | 5,428,369표 | 1위  |      |
| 2016년 선거 | 우간다의 대통령 | 9대  | 국가저항운동 | 60.62% | 5,971,872표 | 1위  |      |
| 2021년 선거 | 우간다의 대통령 | 9대  | 국가저항운동 | 58.38% | 6,042,898표 | 1위  |      |